# Ristretto (przeglądarka grafiki)
Ristretto – przeglądarka grafik dla środowiska graficznego Xfce.
Jej podstawowymi funkcjami są:
- nawigacja między grafikami w katalogu
- wyświetlanie miniaturek
- wyświetlanie pokazu slajdów
- proste operacje jak np. obracanie obrazu